# Esiliiga 1995-1996
L'Esiliiga 1995-1996 fu la quinta edizione della seconda serie del campionato di calcio estone.
La stagione era divisa in due turni: il primo turno vide la vittoria del Norma Tallinn; il secondo turno si concluse con la promozione in Meistriliiga del Vall Tallinn.

## Formula
La categoria tornò a disputarsi in un unico girone e le squadre partecipanti scesero a 8, rispetto alle 12 della precedente stagione. Per il resto, il torneo restava diviso in due fasi: nella prima parte le squadre di Esiliiga si affrontavano in un campionato di andata e ritorno.
Al termine della prima fase, le prime quattro squadre del girone accedevano al girone promozione/retrocessione contro le ultime due di Meistriliiga. Le rimanenti quattro, invece, disputavano un altro girone p/r contro le quattro migliori squadre di II Liiga.

## Squadre partecipanti
| Club                  | Città    | Stagione precedente                                                 |
| --------------------- | -------- | ------------------------------------------------------------------- |
| Arsenal Tallinn       | Tallinn  | in II Liiga, 1º nel girone nord p/r per Esiliiga                    |
| DAG Tartu             | Tartu    | 8° in Meistriliiga, 6º nel girone p/r per Meistriliiga              |
| Dünamo Tallinn        | Tallinn  | 1º nel girone Nord di Esiliiga, 4º nel girone p/r per Meistriliiga  |
| Jalgpallikool Tallinn | Tallinn  | 2º nel girone Nord di Esiliiga, 3º nel girone p/r per Meistriliiga  |
| Lelle                 | Lelle    | 1º nel girone Sud di Esiliiga, 5º nel girone p/r per Meistriliiga   |
| Norma Tallinn         | Tallinn  | 6° in Meistriliiga, sconfitto allo spareggio                        |
| Tulevik Viljandi      | Viljandi | 3º nel girone Sud di Esiliiga, 1º nel girone sud p/r per Esiliiga   |
| Vall Tallinn          | Tallinn  | 6º nel girone Nord di Esiliiga, 2º nel girone nord p/r per Esiliiga |

## Primo turno
| Pos. | Squadra               | Pt | G  | V  | N | P  | GF | GS | DR  |
| ---- | --------------------- | -- | -- | -- | - | -- | -- | -- | --- |
| 1    | Norma Tallinn         | 39 | 14 | 13 | 0 | 1  | 59 | 5  | +54 |
| 2    | Vall Tallinn          | 28 | 14 | 9  | 1 | 4  | 36 | 20 | +16 |
| 3    | Jalgpallikool Tallinn | 22 | 14 | 7  | 1 | 6  | 19 | 30 | -11 |
| 4    | Dünamo Tallinn        | 21 | 14 | 7  | 1 | 6  | 35 | 30 | +5  |
| 5    | Lelle                 | 20 | 14 | 6  | 2 | 6  | 32 | 30 | +2  |
| 6    | Tulevik Viljandi      | 19 | 14 | 6  | 0 | 8  | 28 | 34 | -6  |
| 7    | Arsenal Tallinn       | 15 | 14 | 5  | 0 | 9  | 26 | 31 | -5  |
| 8    | DAG Tartu             | 1  | 14 | 0  | 1 | 13 | 12 | 67 | -55 |

## Secondo turno

### Girone promozione/retrocessione per Esiliiga
Le quattro squadre della II Liiga furono: Kalev Sillamäe, Lokomotiiv Valga, Olümpia Maardu e Pärnu United. Le prime quattro classificate del girone si assicuravano un posto in Esiliiga per la stagione successiva.
|  | Pos. | Squadra          | Pt | G  | V | N | P  | GF | GS | DR  |
|  | ---- | ---------------- | -- | -- | - | - | -- | -- | -- | --- |
|  | 1    | Lelle            | 27 | 12 | 9 | 0 | 3  | 34 | 20 | +14 |
|  | 2    | Kalev Sillamäe   | 25 | 12 | 8 | 1 | 3  | 30 | 10 | +20 |
|  | 3    | Olümpia Maardu   | 20 | 12 | 6 | 2 | 4  | 24 | 20 | +4  |
|  | 4    | Tulevik Viljandi | 19 | 12 | 6 | 1 | 5  | 30 | 17 | +13 |
|  | 5    | Arsenal Tallinn  | 19 | 12 | 6 | 1 | 5  | 31 | 20 | +11 |
|  | 6    | DAG Tartu        | 9  | 12 | 3 | 0 | 9  | 20 | 42 | -22 |
|  | 7    | Lokomotiiv Valga | 1  | 12 | 0 | 1 | 11 | 11 | 59 | -48 |
|  | -    | Pärnu United     | 0  | 0  | 0 | 0 | 0  | 0  | 0  | 0   |

## Verdetti
- Norma Tallinn vincitore dell'Esiliiga 1995-1996.
- Vall Tallinn promosso in Meistriliiga 1996-1997.
- Lelle ripescato in Meistriliiga 1996-1997 dopo l'acquisizione del titolo sportivo del Tervis Pärnu.
- Arsenal Tallinn e DAG Tartu retrocessi in II Liiga.